# Haus Bohun
Das Haus Bohun ist eine Familie des englischen Adels, die bei der normannischen Eroberung Englands auf die Insel kam und aufgrund ihrer Ehen bis zum Ende des 14. Jahrhunderts eine bedeutende Rolle spielte.

## Herkunft
Planché berichtet, dass die Familie Bohun ihren Namen von der Region Bohon im heutigen Arrondissement Saint-Lô im Cotentin in der Normandie erhielt, wo noch immer „die Gemeinden Saint-André-de-Bohon und Saint-Georges-de-Bohon“ liegen. Allerdings findet sich in normannischen Quellen keine Spur der Familie, abgesehen von einer Schenkung, die Humphrey mit dem Bart der Abtei Saint-Amand in Rouen machte. Ihr seltenes Auftreten in den erhaltenen Aufzeichnungen lässt vermuten, dass die Familie von niederem Adel war und wenig politischen Einfluss im Herzogtum hatte. Ein viel jüngeres Manuskript, das über die Nachkommenschaft der Gründer der Lanthony Abbey in Gloucestershire zum Inhalt hat, berichtet jedoch, dass „Dominus Hunfredus de Bohun, cum barba“, der Wilhelm den Eroberer nach England begleitete, „cognatus“ des Königs war. Es ist nicht bekannt, ob dieses Dokument die Beziehungen zur herzoglichen Familie übertrieben hat, um das Ansehen der Gründer der Abtei zu stärken, aber „cognatus“ wird in jedem Fall Beziehungen beinhalten, die entweder durch Geburt oder durch Ehe entstanden waren. Was auch immer die Wahrheit über ihre Stellung in der Normandie sein mag, das Vermögen der Bohun-Familie begann in England in niedrigem Umfang, da Humphrey mit dem Bart im Domesday Book nur als Besitzer von Tatterford in Norfolk verzeichnet ist, was darauf schließen lässt, dass eine familiäre Beziehung mit dem König nicht nahe genug war, um vom Monarchen berücksichtigt  zu werden. Das Vermögen der Familie wuchs stark, als Humphrey de Bohun secundus Matilda de Salisbury heiratete, Tochter von Edward of Salisbury, die große Güter in Wiltshire in die Ehe mitbrachte. Humphrey de Bohun tertius erhöhte das Familienvermögen weiter, als er Margaret of Hereford, die älteste Tochter von Miles de Gloucester, 1. Earl of Hereford heiratete, die nach dem Tod ihres Bruders ohne Probleme seine Haupterbin wurde und auch das erbliche Amt des Constable of England an ihren Sohn weitergab. Der Titel Earl of Hereford wurde 1200 zugunsten ihres Enkels Henry de Bohun erneut verliehen. Die gräfliche Linie erlosch 1373 mit Humphrey de Bohun, 7. Earl of Hereford, dessen Töchter Eleanor de Bohun und Mary de Bohun mit Angehörigen der königlichen Familie verheiratet wurden – letztere ist die Mutter von König Heinrich V. aus dem Haus Lancaster, dem Sieger der Schlacht von Azincourt.

## Stammliste

### Vom 11. bis 13. Jahrhundert
1. Humphrey mit dem Bart (dominus Hunfredus de Bohun, cum barba), 1066 nach England, 1086 bezeugt, † nach 1092; ⚭ NN – Humphrey war drei Mal verheiratet, seine dritte Ehe schloss er, bevor er nach England ging; die Namen der Ehefrauen sind ebenso wenig bekannt wie aus welcher Ehe die Kinder stammen
  1. Robert
  2. Richard de Méry, 1092/93 bezeugt, † vor 1131; ⚭ vor 1092 Lucie, 1092 bezeugt, Schwester von Alexander NN
    1. Robert, Henry, Humphrey und Havide, 1092 bezeugt
    2. Ingelger de Bohun, 1157 bezeugt, † wohl 1172; ⚭ (1) Mathilde; ⚭ (2) Adelise d’Aumale, † wohl vor 1168, Tochter von Étienne Comte d’Aumale und Hawise de Mortemer (Haus Blois), Witwe von Robert II. Bertrand, Seigneur de Bricquebec (Haus Bastembourg)
    3. Alexander de Bohun, † wohl 1153, Truchsess von Heinrich Graf von Anjou und Herzog von Normandie, der spätere König Heinrich II. von England in Falaise, Argentan und Domfront
    4. Muriel de Bohun; ⚭ Savary FitzCana, Sohn von Raoul, Vicomte de Maine, und Cana
    5.  ? Tochter; ⚭ Engelger, † nach 1130

  3. Ingelram (Ingulf), † nach 1093, Mönch in Marmoutier
  4. 2 Töchter, Nonnen in der Abtei Saint-Léger de Préaux
  5. Adela  de Bohun, † nach 1130, eventuell identisch mit Adelisa (de Bohun) ⚭ Main (d’Aubigné, Seigneur de Saint-Aubin-d’Aubigné) – vermutlich Stammeltern der Familie Albino Brito,[2]
  6. Humphrey de Bohun secundus[3], † wohl 1128/29; ⚭ Matilda de Salisbury, Tochter von Edward of Salisbury, High Sheriff of Wiltshire
    1. Humphrey de Bohun tertius[4], * wohl 1100/10; † wohl 1164/65, Lord of Trowbridge, 1131 Dapifer; ⚭ Margaret de Hereford, * wohl 1121/25, † 6.  April 1197 oder nach 30. September 1194, Tochter von Miles de Gloucester, 1. Earl of Hereford und Constable of England, und Sibylle de Neufmarché (Haus Pitres)
      1. Humphrey de Bohun quartus[5], † wohl 1180, Lord of Trowbridge; wohl 1172 Constable of England; ⚭ 1171, vor Ostern, Margaret of Huntingdon, * wohl 1144/45, † 1201, Tochter von Henry of Scotland, Earl of Huntingdon and Northumberland, und Ada de Warenne, Witwe von Herzog Conan IV. von Bretagne († 1171)
        1. Henry de Bohun, † 1. Juni 1220, 28. April 1200 1. Earl of Hereford; ⚭ Matilda de Mandeville, † 27. August 1236, Tochter von Geoffrey fitz Peter, 1. Earl of Essex, und Beatrice de Say, 1227 suo iure Countess of Essex, sie heiratete in zweiter Ehe vor dem 22. Februar 1228 (geschieden 24. April 1233, Scheidung widerrufen vor Juli 1236) Roger de Daunteseye of Dauntsey (Wiltshire)
          1. Humphrey de Bohun, * vor 1208, † 24. September 1275, 1220 2. Earl of Hereford und Constable of England, 1236 1. Earl of Essex; ⚭ (1) Mathilde de Lusignan, † 1241, Tochter von Raoul I. de Lusignan, Comte d’Eu und Alice d’Eu (Haus Lusignan); ⚭ 2. Matilde de Avenbury, † 8. Oktober 1273 –  Nachkommen siehe unten
          2. Henry de Bohun († jung)
          3. Ralph de Bohun

      2. Milo und Richard, † jung
      3. Matilda de Bohun, * wohl 1140/43, † nach 1194 oder nach 1199; ⚭ (1) Henry de Oilly of Hook Norton, Oxfordshire, † 1163, Sohn von Robert d’Oilly und Edith Forne; ⚭ (2?) nach 1163 Juhel de Mayenne, † nach 1172, Sohn von Juhel, Seigneur de Mayenne und Clémence de Ponthieu; ⚭ (3?) Walter FitzRobert, † 1198, Lord of Little Dunmow, Sohn von Robert FitzRichard de Clare und Matilda de Senlis
      4.  ? Margaret de Bohun, † vor 1196 ⚭ Waleran de Beaumont, 4. Earl of Warwick, † 1203/04 (Haus Beaumont)

    2. Matilda de Bohun

### 13. und 14. Jahrhundert
1. Humphrey de Bohun, * vor 1208, † 24. September 1275, 1220 2. Earl of Hereford und Constable of England, 1236 1. Earl of Essex; ⚭ (1) Mathilde de Lusignan, † 1241, Tochter von Raoul I. de Lusignan, Comte d’Eu und Alice d’Eu (Haus Lusignan); ⚭ 2. Matilde de Avenbury, † 8. Oktober 1273  – Vorfahren siehe oben
  1. (1) Humphrey de Bohun, † 27. Oktober 1265 Beeston Castle (Cheshire); ⚭ (1) nach August 1241 Eleanor de Briouse, † um 1251, Tochter von William de Braose, 7. Baron of Bramber, und Eva Marshal (Haus Braose); ⚭ (2) Joan de Quincy, † 25. November 1284, Tochter von Robert de Quincy, Lord of Ware, und Helen ferch Llywelyn
    1. (1) Humphrey de Bohun, * wohl 1249, † 31. Dezember 1298, 1275 3. Earl of Hereford and Essex, Constable of England; ⚭ 1275 Mathilde de Fiennes, † 6. November vor 1298, Tochter von Enguerrand, Seigneur de Fiennes, und Isabelle de Condé
      1. Humphrey de Bohun, * wohl 1276, X 16. März 1322 in der Schlacht bei Boroughbridge, Earl of Hereford und Earl of Essex, Constable of England, 1302 als Constable abgesetzt, 1311 wieder eingesetzt; ⚭ 14. November 1302 Elisabeth of Rhuddlan, * August 1282, † Mai 1316, wohl am 5., Tochter von König Eduard I. und Eleonore von Kastilien (Haus Plantagenet), Witwe von Johann I. Graf von Holland und Seeland
        1. Margaret de Bohun, * 1303, † jung
        2. Humphrey de Bohun, * wohl 1304, † 10. September 1304
        3. John de Bohun, * 23. November 1306, † 20. Januar 1336, 1322 Earl of Hereford, Earl of Essex und Constable of England, 1330 als Constable wegen Krankheit abgesetzt; ⚭ (1) Päpstlicher Dispens Februar 1325, Alice FitzAlan, Tochter von Edmund FitzAlan, 9. Earl of Arundel, und Alice de Warenne (Haus FitzAlan); ⚭ (2) Margaret Basset, Tochter von Ralph Basset, 2. Baron Basset of Drayton, und Joan de Grey; keine Nachkommen
        4. Humphrey de Bohun, * wohl 1309, † 15. Oktober 1361, 1330–1338 und wohl ab 1360 ein zweites Mal Constable of England, 1336 Earl of Hereford, Earl of Essex; ledig und ohne Nachkommen
        5. Edward de Bohun, * wohl 1312 (Zwilling), † November 1334, wohl am 10., 1330 Constable of England; ⚭ Margaret de Ros, Tochter von William de Ros und Matilda de Vaux
        6. William de Bohun, * wohl 1312 (Zwilling), † 16. September 1360, 1337 1. Earl of Northampton, 1338 Constable of England; ⚭ um 1335 Elizabeth de Badlesmere, * wohl 1313, † nach 31. Mai 1356, Tochter von Bartholomew de Badlesmere, 1. Baron Badlesmere und Margaret de Clare, Witwe von Edmund Mortimer, Lord Mortimer
          1. Humphrey de Bohun, * 25. März 1342, † 16. Januar 1373, 1360 2. Earl of Northampton, 1361 7. Earl of Hereford, 6. Earl of Essex und Constable of England; ⚭ wohl nach 9. September 1359 Joan FitzAlan, * wohl 1347, † 8. April 1419, Tochter von Richard FitzAlan, 10. Earl of Arundel und Eleanor of Lancaster (Haus FitzAlan)
            1. Eleanor de Bohun, * wohl 1366, † 3. Oktober 1399, suo iure Countess of Essex; ⚭ vor 8. Februar 1376 Thomas of Woodstock, * 7. Januar 1356, † ermordet 8./9. September 1397, Constable of England de iure uxoris, 1377 Earl of Buckingham, 1380 Earl of Essex, 1385 1. Duke of Gloucester, 1397 enteignet, Sohn von König Eduard III. und Philippa von Hennegau (Haus Plantagenet)
            2. Mary de Bohun, * 1369/70, † 4. Juni 1394, suo iure Countess of Hereford and Northampton; ⚭ zwischen 20. Juli 1380 und 10. Februar 1381 Henry of Bolingbroke, * April 1367, wohl am 3., † 20. März 1413, Earl of Derby, 1384 Earl of Northampton und Earl of Hereford de iure uxoris, 1399 als Heinrich IV. 1399 König von England, Sohn von John of Gaunt, 1. Duke of Lancaster, und Blanche of Lancaster (Haus Lancaster)

          2. Elizabeth de Bohun, † 3. April 1385; ⚭ Ehevertrag 28. September 1359, Richard FitzAlan, 11. Earl of Arundel, * 1346, † enthauptet 21. September 1397, Sohn von Richard FitzAlan, 10. Earl of Arundel, und Eleanor of Lancaster (Haus FitzAlan)

        7. Eleanor de Bohun, † 7. Oktober 1363; ⚭ (1) 1327 James Butler, 1. Earl of Ormonde, * wohl 1305, † 1338, wohl Januar/Februar, Sohn von Edmund Butler (Le Botiller) und Joan FitzGerald of Kildare; ⚭ (2) wohl 1344 Thomas de Dagworth, * nach 1292, X bei Auray (Bretagne) 1350, wohl Juli/August, 1347 Lord Dagworth, Sohn von John de Dagworth of Dagworth, Suffolk, und Alice FitzWarin
        8. Margaret de Bohun, † 16. Dezember 1391; ⚭ 11. August 1325 Hugh de Courtenay, 2. Earl of Devon, * 12. Juli 1303, † 2. Mai 1377, Sohn von Hugh de Courtenay Lord Courtenay (später Earl of Devon) und Agnes de St. John (Haus Courtenay)
        9. Eneas de Bohun, * wohl 1313/15, † 1331, wohl am 29. September
        10. Isabel de Bohun, * Mai 1316, wohl am 5., † jung

      2.  ? Margery de Bohun, * wohl 1276/80, † nach 1306; ⚭ (1?) Robert de W...; ⚭ (2?) Theobald de Verdun, Lord Verdun, * wohl 1248, † 24. August 1309, Sohn von John de Verdun und Margery de Lacy

    2. (1) Gilbert de Bohun, erhielt den irischen Besitz seiner Mutter
    3. (1) Sohn
      1. Oliver de Bohun

    4. (1) Eleonor de Bohun, † 20. Februar 1314; ⚭ Robert de Ferrers, 6. Earl of Derby, † 1279, Sohn von William de Ferrers, 5. Earl of Derby, und Margaret de Quincy of Winchester

  2. (1) Matilda de Bohun, † 20. Oktober 1252 Groby Castle (Lincolnshire); ⚭ (1) Anselm Marshal, 6. Earl of Pembroke, † Dezember 1245, wohl 22./24., Sohn von William Marshal, 1. Earl of Pembroke, und Isabel de Clare, 4. Countess of Pembroke; ⚭ (2) Roger de Quincy, 2. Earl of Winchester, † 25. April 1264, Sohn von Saer de Quincy, 1. Earl of Winchester, und Margaret of Leicester
  3. (1) Alice; ⚭ Roger de Tosny, † 10. Juni 1263/14. Mai 1264, Sohn von Raoul de Tosny und Pernel de Lacy (Haus Tosny)
  4. (1) 2 Töchter
  5. (1/2) Ralph de Bohun, † nach 2. November 1256, Kleriker
  6. (2) John de Bohun of Haresfield; ⚭ NN
    1. Edmund de Bohun; ⚭ Matilde de Segrave, Tochter von Nicholas de Segrave, Baron of Stowe (Staffordshire)

### Weblink
- Charles Cawley, Medieval Lands, Earls of Hereford 1200–1373 (Bohun) (online)